# Chiesa del Santissimo Redentore (Contà)
La chiesa del Santissimo Redentore è la parrocchiale di Cunevo, frazione di Contà in Trentino. Fa parte della zona pastorale delle Valli del Noce e risale al XIX secolo.

## Storia

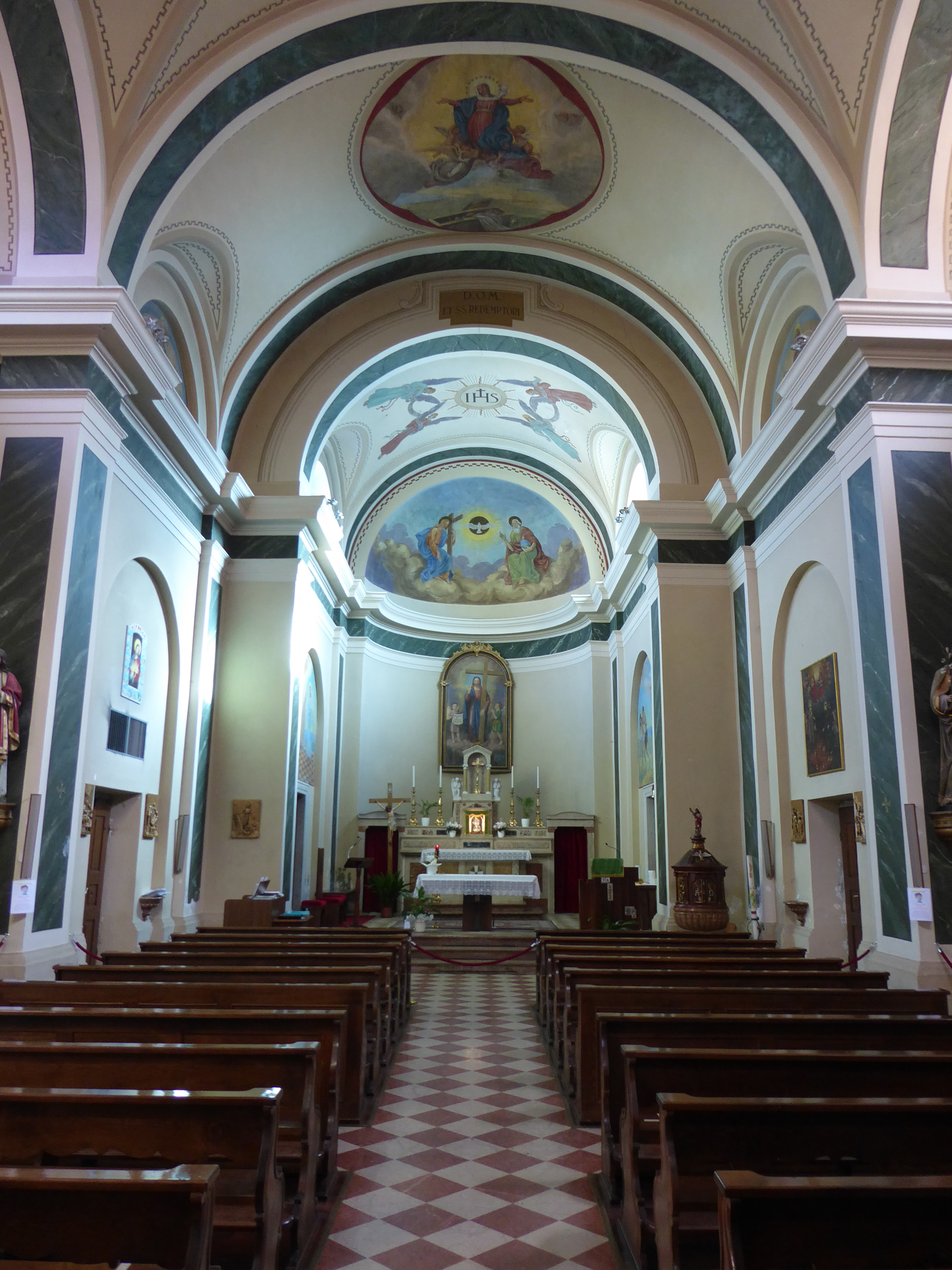
Interno

La nuova parrocchiale di Cunevo risale alla seconda metà del XIX secolo, quando la più antica chiesa di San Lorenzo ormai non era più sufficiente per le esigenze della popolazione, notevolmente accresciuta di numero. Il primo progetto fu redatto nel 1855 dal geometra Giovanni Luigi Brugnara di Cles. La popolazione si divise poiché gli abitanti della parte bassa del paese chiedevano l'edificazione sull'area della vecchia chiesa, una volta demolita, mentre altri ne chiedevano la costruzione in una parte più centrale. L'epidemia di colera del 1855 aggravò la situazione, che alla fine si risolse con la decisione di costruirla in una terza località, ceduta dai fratelli Giovanni Battista e Giuseppe Dalpiaz. Il cantiere venne aperto nel 1859. I lavori proseguirono sino al 1862, con una spesa complessiva di 11.751 fiorini.
La solenne consacrazione fu celebrata l'11 agosto 1876 da monsignor Giovanni Haller, vescovo ausiliare di Benedetto Riccabona de Reichenfels, Vescovo di Trento. I lavori per ultimare l'edificio continuarono e, durante la Prima guerra mondiale, due campane vennero requisite dagli austriaci, quindi fu necessaria la loro sostituzione con due campane rifuse nel 1920 e altre due nel 1932. Sempre nel primo dopoguerra vennero installate nuove vetrate policrome prodotte dai maestri vetrai Parisi di Trento. Tra il 1939 e il 1940 gli interni vennero arricchiti di dipinti murali eseguiti da Matteo Tevini.
Nel dicembre 1959 venne elevata a dignità parrocchiale, poi fu oggetto di interventi importanti come la rimozione della cantoria in controfacciata e l'adeguamento liturgico. Nel 1976 il terremoto del Friuli danneggiò in modo evidente l'edificio e fu necessario il suo restauro. Gli ultimi lavori sulla chiesa sono del 2008.

## Descrizione

### Esterno
L'orientamento della chiesa, che si trova nel centro della frazione di Cunevo, è a nord est. Il prospetto principale è neoclassico, con facciata a capanna a due piani sormontati, divisi da un cornicione modanato, conclusa da un timpano triangolare. Nell'ordine superiore è presente una grande finestra a lunetta e al centro del timpano un quadrante di orologio. Nell'ordine inferiore si apre il portale architravato in pietra bianca e rosa. Le fiancate riprendono il motivo delle cornici della facciata, su entrambi i lati in prossimità della seconda campata si aprono le cappelle laterali, in prossimità della terza invece gli accessi secondari.
Nella parte posteriore, sul tetto, si ergono due piccoli campanili gemelli, entrambi con cella campanaria che si apre con quattro monofore. Le celle campanarie hanno copertura bombata a bulbo, sorretta da globo e croce apicale.

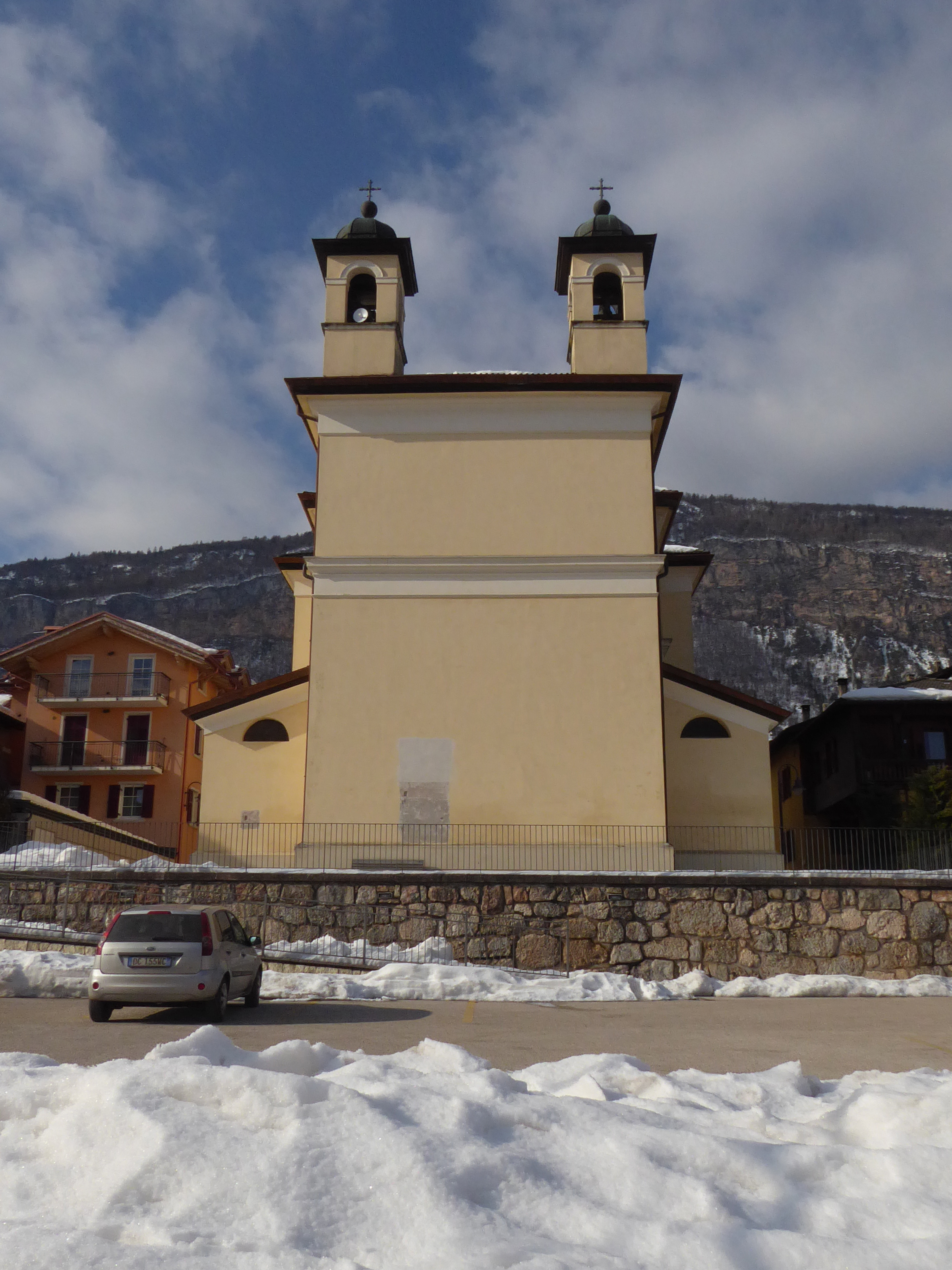
I campanili

### Interni
La navata unica a pianta rettangolare è ripartita in tre campate, scandita da pareti interne arricchite da coppie di paraste dipinte per sembrare marmoree. Al centro dell'aula vi sono due cappelle gemelle, con volta a botte, dove sono situati gli altari minori. La prima e terza campata e il presbiterio sono coperte da volte a botte unghiata, la seconda campata da una volta a crociera. Al presbiterio di forma rettangolare, elevato di tre gradini, si accede attraverso l'arco santo a tutto sesto. Infine è presente l'abside a pianta semicircolare.
La chiesa ha tre altari:
- l'altare maggiore in marmo, ricostruito nel 1936 dalla ditta Tullio Detassis, con tabernacolo a tempietto, sovrastato da ciborio con copertura a capanna, sorretta da colonne lisce.[5] L'altare conserva una pala dipinta da Leonardo Campochiesa nel 1887 raffigurante il Cristo Redentore. Cristo, che sorregge la croce, spicca in posizione centrale tra due angeli, uno dei quali (a sinistra) regge un cartiglio con iscrizione sacra REDEMPTIONEM / MISIT / DOMINUS / POPULO SUO (Sal 111, 9).
- L'altare laterale sinistro, in legno policromo, realizzato alla fine del XVII secolo dalla bottega di Giandomenico Bezzi. Presenta colonne corinzie ornate da tralci di vite e angioletti, ai lati delle quali vi sono erme angeliche e foglie d'acanto, con delle mensole sulle quali sono poste le statue di San Giovanni Battista a sinistra e di un altro santo sulla destra. In alto spezzoni di timpano sormontati da due cherubini sorreggono una cornice raffigurante la Colomba dello Spirito Santo.[8] Conserva la pala d'altare raffigurante San Michele arcangelo, opera di Maria Helfer-Gorfer del 1928. L'opera, nella quale Michele arcangelo combatte contro Satana, è una riproduzione del quadro di Guido Reni.[9]
- L'altare laterale destro, in legno policromo, risale al XIX secolo e contiene una statua lignea novecentesca dell'Immacolata.

Nei pressi dell'altare destro su una mensola è posta la statua lignea di San Giuseppe con Bambino, realizzata da Carlo Pancheri (1909-1954). Dello stesso artista è la statua, posta a destra dell'altare laterale sinistro, raffigurante il Sacro Cuore di Gesù.

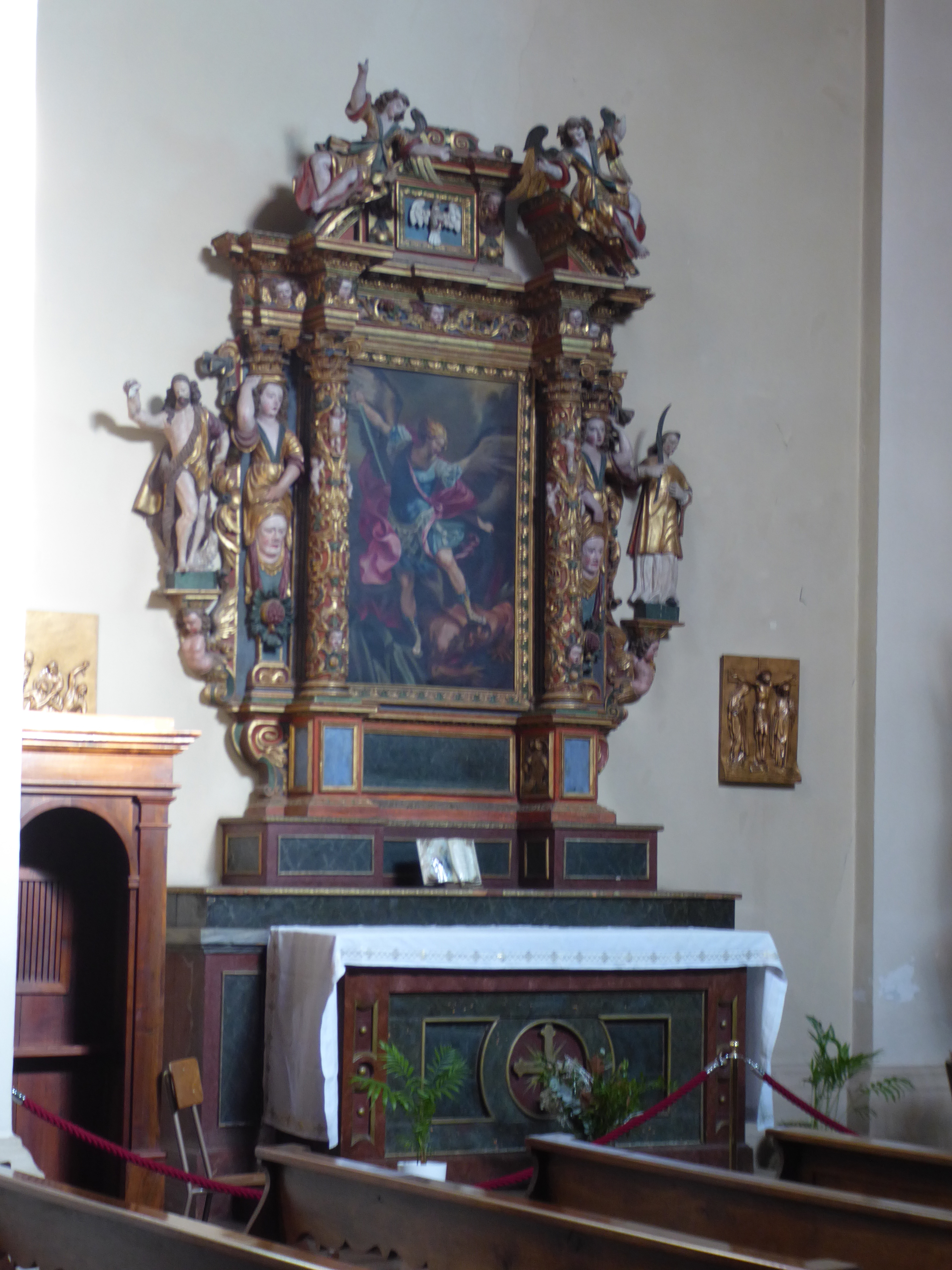
Altare sinistro con pala raffigurante san Michele Arcangelo

Tra il 1939 e il 1940 Matteo Tevini realizzò le decorazioni pittoriche:
- nel catino absidale è raffigurata la Trinità in gloria.[2]
- Sulle pareti del presbiterio a destra l'Annunciazione e a sinistra Adamo ed Eva cacciati dal Paradiso terrestre.
- Sulla volta del presbiterio sono raffigurati quattro Angeli che circondano il simbolo cristologico IHS. I due angeli a sinistra reggono un cartiglio con l'iscrizione CANTATE DOMINO CANTICVM NOVVM (Sal 97, 1), quelli a destra un cartiglio che recita JVBILATE DEO OMNIS TERRA (Sal 65, 1).[10]

Sulle volte dell'aula dipinse:
- l Assunzione di Maria, nella volta della terza campata;[11]
- i Quattro evangelisti, nella volta della seconda campata, in tondi simili a quelli da lui realizzati per la Chiesa dell'Addolorata (Sporminore);
- San Lorenzo in gloria, sulla volta della prima campata, con un angelo che regge la graticola, simbolo del martirio del santo patrono di Cunevo.

Nelle lunette delle pareti laterali l'artista rappresentò:
- Santa Caterina, indicata come patrona d'Italia.
- San Vigilio, indicato come vescovo e martire.
- San Francesco d'Assisi, descritto come patrono d'Italia.
- Santa Teresa di Lisieux, con iscrizione A JESV INFANTE.